# Le cinque stirpi
Le cinque stirpi (Die Zwerge) è il primo romanzo del ciclo La Saga della Terra Nascosta di Markus Heitz, scritto nel 2003 e tradotto in Italia nel 2006.

## Trama
La Terra Nascosta è protetta ai suoi confini da alte montagne, e gli unici accessi attraverso queste sono cinque grandi portali, custoditi da cinque antiche stirpi di nani.
Oltre ad essi la Terra Nascosta è abitata anche da elfi e uomini che vivono in placida armonia sotto la guida di sette re che controllano le sette nazioni in cui la Terra Nascosta è divisa.
Vi sono inoltre sei regni nella Terra Nascosta in cui regnano sei maghi che aiutano il popolo.
Il tradimento di uno di essi, Nudin, trasformatosi in Nôd'onn, indebolisce però la magia e uno dei portali cede alle forze del Male composte da mezz'orchi e albi (elfi malvagi). L'unica speranza per le popolazioni della Terra Nascosta è quella narrata da un'antica leggenda, un'arma detta la Lama di Fuoco. Il compito di forgiarla verrà assegnato a Tungdil, un nano con origini misteriose, cresciuto fra gli umani, che dovrà però affrontare molti pericoli per portarlo a termine. Nella sua missione verrà anche aiutato da Böendal e Böindil, due nani guerrieri gemelli, e una squadra dei migliori nani di tutte le cinque stirpi, ognuno con un compito per creare la leggendaria arma.
Insieme a loro si unirà un gruppo di umani che li aiuterà nel difficile percorso. Si scoprirà inoltre che senza un "umano" non si potrà sconfiggere Nôd'onn.

## Edizioni
- Markus Heitz, Le cinque stirpi, Editrice Nord, 2006,  p. 635, ISBN 88-429-1433-9.